# Agustín Carlevaro
Agustín Carlevaro Casal (* 6. Januar 1913 in Montevideo, Uruguay; † 11. Mai 1995 ebenda) war ein uruguayischer Gitarrist, Arrangeur und Architekt.

## Leben und Wirken
Agustín Carlevaro stammt aus einer der Musik eng verbundenen Familie. Der Sohn des Mediziners Juan Carlos Carlevaro erlernte das klassische Gitarrenspiel wie auch sein Bruder Abel Carlevaro bei Pedro Vittone, dessen Schüler er vom zwölften bis zum 17. Lebensjahr war. Bereits sein Onkel war ein namhafter Gitarrenbauer. Álvaro Carlevaro, Sohn von Agustín Carlevaros Cousin Héctor Carlevaro, lebt seit mindestens Anfang der 1990er Jahre in Deutschland und trat dort als Komponist und Gitarrist in Erscheinung. Auch der Gitarrist César Amaro, ein Neffe Hector Carlevaros, zählt zur Familie. 1963 begann Agustín Carlevaro mit Tango-Arrangements für Solo-Gitarre. Ab 1972 nahm er ein Dutzend Langspielplatten bei unterschiedlichen Labels auf.

## Diskographie
- Marrón y azul (Ayuí / Tacuabé a/e8. 1976)
- Mi guitarra (Ayuí / Tacuabé a/e67k. 1987)
- Homenaje a Atilio Rapat (Ayuí / Tacuabé a/e79k. 1989)
- Sólo Piazzolla (Ayuí / Tacuabé a/e106k. 1992)
- Agustín Carlevaro interpreta Piazzolla (Ayuí / Tacuabé ae243-244cd)
- Recital de tango (Ayuí / Tacuabé ae245cd)